# Kydoimos
In der griechischen Mythologie war Kydoimos (altgriechisch Κυδοιμός, latinisiert Cydoemus) die Verkörperung des Schlachtenlärms, der Verwirrung, des Aufruhrs und des Getöses. Möglicherweise gehörte er zu den Maches, den Daimones des Schlachtfeldes.
Kydoimos erscheint als Figur „Das Getümmel“ in der deutschen Übersetzung von Aristophanes’ Komödie Der Frieden. Im Epyllion Der Schild des Herakles, das Hesiod zugeschrieben wird, ist er eine der vielen Figuren, die auf dem Schild des Herakles abgebildet sind.